# Конфликт в Папуа
Конфликт в Папуа (англ. Papua conflict, индон. Konflik Papua) — вооружённый конфликт между правительством Индонезии и сепаратистами Западной Новой Гвинеи (ЗНГ), объединёнными в различные группировки, которые совокупно известны как Движение за свободное Папуа (ДСП). Первые столкновения между индонезийцами и папуасскими сепаратистами начались в 1962—1963 годах, после передачи бывшей Нидерландской Новой Гвинеи под управление Индонезии. После проведения в 1969 году референдума, закрепившего аннексию ЗНГ Индонезией, началась эскалация конфликта: боевики ДСП развернули против Индонезии партизанскую войну, продолжающуюся по сей день. За пределами ЗНГ сепаратистами была организована кампания в поддержку независимости территории от Индонезии, вершиной которой стало провозглашение в 1984 году независимой Республики Западное Папуа. Несмотря на признание международным сообществом территориальной целостности Индонезии, индонезийское правительство неоднократно подвергалось критике за ограничение свободы слова в ЗНГ и непризнание за папуасским населением права на самоопределение.

## Предпосылки конфликта
К началу XX века западная часть острова Новая Гвинея была присоединена к Нидерландской Ост-Индии — колонии Нидерландов. В 1942 году вся территория НОИ была оккупирована японскими войсками. Три года спустя, после поражения Японии во Второй мировой войне, была провозглашена независимость Республики Индонезии, в состав которой её лидерами — Сукарно и Мохаммадом Хатта — планировалось включить всю территорию бывшей нидерландской колонии, включая ЗНГ. Однако в ходе войны, развёрнутой Нидерландами против Индонезии, территория ЗНГ была вновь занята голландскими войсками. В декабре 1949 года в Гааге состоялась нидерландско-индонезийская конференция круглого стола, на которой Нидерланды признали независимость Индонезии. Несмотря на это, ЗНГ осталась под контролем Нидерландов, которые в 1950 году отказались передать эту территорию Индонезии и аннексировали её, обосновывая это различиями в этническом составе Индонезии, населённой преимущественно австронезийскими народами, и ЗНГ, где преобладали представители папуасских народов. При этом нидерландское правительство объявило, что предоставит независимость ЗНГ после определённого переходного периода.

## Краткое содержание конфликта
С середины 1950-х годов индонезийское руководство начало всё более активно заявлять свои претензии на ЗНГ. В 1960 году, при военной и политической поддержке СССР, Индонезия пошла на военное противостояние с Нидерландами. Оно завершилось в 1962 году подписанием Нью-Йоркского соглашения между Нидерландами и Индонезией, заключённого под давлением СССР и США и передавшего ЗНГ под управление временной администрации ООН. В следующем 1963 году территория была включена в состав Индонезии, с условием проведения в 1969 году референдума о её политическом будущем.
В 1969 году вместо запланированного референдума было проведено голосование по вопросу о самоопределении территории, названное индонезийскими властями Актом свободного выбора: 1025 специально отобранных властями представителей местных племён приняли решение о сохранении ЗНГ в составе Индонезии. Вследствие того, что в голосовании участвовало не всё население ЗНГ, законность Акта свободного выбора была поставлена активистами местного сепаратистского движения под сомнение. Территория ЗНГ была включена в состав индонезийской провинции Западный Ириан (с 1973 года — Ириан-Джая). В 2000 году провинция была переименована в Папуа, а в 2008 году западная часть Папуа выделилась в отдельную провинцию.
С 1969 года индонезийское правительство проводит в ЗНГ программу трансмиграции, направленную на привлечение в малонаселённые районы страны мигрантов с перенаселённого острова Ява: по данным 2010 года, 2,4 миллиона жителей ЗНГ (около половины суммарного населения территории) составляют яванские мигранты. При этом, по состоянию на 2010 год, на территории соседней Папуа — Новой Гвинеи (ПНГ) проживают 13,5 тысяч западноновогвинейских беженцев, среди которых немало активистов сепаратистского движения. Правительство ПНГ признаёт территориальную целостность Индонезии и оказывает помощь индонезийскому правительству в борьбе с сепаратистами: Национальная армия Индонезии и Силы обороны Папуа — Новой Гвинеи проводят в приграничной зоне совместные операции против сепаратистов. Представители Движения за свободное Папуа (ДСП) неоднократно выступали с угрозами ответных мер в отношении правительства и армии ПНГ.
В 2004 году сначала в Великобритании, а затем и в других странах была организована кампания «За свободное Западное Папуа» (англ. Free West Papua Campaign), возглавленная одним из лидеров ДСП Бенни Венда. Кампания была поддержана рядом известных деятелей различных сфер, в том числе лауреатом Нобелевской премии архиепископом Десмондом Туту. В 2012 году, во время визита президента Индонезии Сусило Бамбанга Юдойоно в Лондон, сторонники независимости ЗНГ организовали ряд масштабных акций протеста на пути его следования. В это же время от лица кампании «За свободное Западное Папуа» был выпущен ордер на арест Юдойоно.

## Хронология конфликта

### 1960-е годы
- 15 августа 1962 года: Нью-Йоркское соглашение между Королевством Нидерландов, Республикой Индонезией и Организацией Объединённых Наций. Передача Нидерландской Новой Гвинеи под управление Временной исполнительной власти ООН, с последующей передачей под индонезийское управление. Индонезия обязалась провести на переданной ей территории референдум не позднее, чем в 1969 году.
- 1 мая 1963 года: окончание полномочий Временной исполнительной власти ООН.
- 1966-1967 годы: Бомбардировка ВВС Индонезии гор Арфак.
- Январь-март 1967 года: Бомбардировка ВВС Индонезии районов озёр Аямару[англ.] и Теминабуана.
- 1967: Индонезийские войска проводят против сепаратистов операцию «Уничтожение» (индон. Operasi Tumpas). 1500 погибших в Аямару Теминабуане и Инануатане.
- Апрель 1969 года: Бомбардировка ВВС Индонезии района озёр Паниай. 14000 беженцев из числа местного населения.
- Июль-август 1969 года: Акт свободного выбора (индон. Penentuan Pendapat Rakyat, PEPERA). 1025 специально назначенных представителей местных племён объявляют ЗНГ составной частью Республики Индонезии.

### 1970-е годы
- 1974 год: Убийство индонезийскими военными 45 папуасов в северной части островов Биак.
- 1975 год: Убийство индонезийскими военными 41 папуаса в деревнях Арвам и Румбин.
- 1977 год: Бомбардировка ВВС Индонезии медных шахт компании Freeport-McMoRan в районе Акимуга.
- 1977-1978 годы: Бомбардировка ВВС Индонезии долины Балием.
- Май 1978 года: Расправа индонезийских военных над пятью лидерами ДСП и ещё 125 местными жителями, обвинёнными в сочувствии сепаратистам.
- Июнь 1978 года: Перестрелка между индонезийскими военными и сепаратистами в районе аэропорта Сентани, Джаяпура.

### 1980-е годы
- Июнь-август 1981 года: Индонезийские войска проводят против сепаратистов операцию «Чистка» (индон. Operasi Sapu Bersih). Расправа над жителями деревень Ампат-Варис и Батте-Арсо.
- Июль 1984 года: Совместная операция сухопутных войск, ВВС и ВМС Индонезии в районе деревни Нагасава (Ормо-Кечил). Убито 200 местных жителей.
- 24 июня 1985 года: Убийство индонезийскими военными 2500 жителей района озёр Паниай, в том числе 115 жителей деревень Ивандога и Кугапа.

### 1990-е годы
- 8 января 1996 года: Боевики ДСП во главе с Келли Кваликом захватили в заложники[англ.] 26 европейцев — членов научно-исследовательской экспедиции в районе деревни Мапендума[10]. Индонезийские войска специального назначения[англ.] под командованием Прабово Субианто освободили заложников, при этом двое из них погибли.
- 15 апреля 1996 года: Инцидент[индон.] в аэропорту Тимка[англ.]. В результате перестрелки между индонезийскими военными и сепаратистами погибло 16 человек.
- 9 мая 1996 года: Рейд индонезийского спецназа на базы ДСП в районе деревни Геселама, округ Мимика[англ.].

### 2000-е годы
- 6 октября 2000 года: Столкновения между папуасами и мигрантами из других регионов Индонезии в городе Вамена. В ходе конфликта погибли 7 папуасов и 24 мигранта[21].
- Октябрь 2001 года: Принят Закон Республики Индонезии № 21 за 2001 год о предоставлении провинции Ириан-Джая автономного статуса. Этим же законом провинция получила новое название — Папуа.
- 11 ноября 2001 года: В Джаяпуре похищен и убит председатель Президиума Совета Папуа[англ.] Тейс Элуай[22].
- 31 августа 2002 года: Нападение группы неизвестных на американских учителей, приехавших в Папуа с туристическими целями, и их индонезийских проводников. Погибло 2 американцев и 1 индонезиец, ранено 7 американцев и индонезийская девушка. Представители индонезийских властей возложили ответственность за случившееся на ДСП, представители ДСП отрицали свою причастность[23][24].
- 2003 год: Из провинции Папуа выделена провинция Западная Ириан-Джая.
- 15 октября 2004 года: Нападение сепаратистов на округ Пунчак-Джая. Погибло 6 местных жителей[25].
- 16 марта 2006 года: В результате столкновения полиции с протестующими, требовавшими закрыть карьер Грасберг, трое человек погибли и 24 получили ранения.[26].
- 18 апреля 2007 года: В соответствии с Законом Республики Индонезии № 24 от 2007 года, провинция Западная Ириан-Джая переименована в провинцию Западное Папуа.
- 9 августа 2008 года: Перестрелка между индонезийскими войсками и активистами Обычного совета Папуа (индон. Dewan Adat Papua), проводившими антиправительственный митинг. Погиб один человек — Опинус Табуни (индон. Opinus Tabuni), дальний родственник известного лидера сепаратистов Бухтара Табуни[27].
- 4 декабря 2008 года: В Западном Папуа во время разгона полицией демонстрации в поддержку отделения ЗНГ 4 человека получили ранения[28].

### 2009 год
- 29 января 2009 года: По крайней мере, 5 папуасов ранены в ходе разгона полицией демонстрации[28].
- 14 марта 2009 года: Один индонезийский солдат погиб во время нападения на сторожевой пост в районе деревни Тингинамбут. Индонезийские власти обвинили ДСП в организации нападения[29].

- 8 апреля 2009 года: Несколько бомб взорвались на мосту и на нефтеперерабатывающем заводе на острове Биак. Один человек убит[28].
- 9 апреля 2009 года: В Джаяпуре прогремел взрыв, погибло 5 человек, есть тяжелораненые[30]. В это же время около 500 сепаратистов, вооружённых луками, стрелами и бутылками с зажигательной смесью, напали на полицейский пост с луками и стрелами. Один из нападавших застрелен полицией в ходе перестрелки[31].
- 11-12 апреля 2009 года: В результате столкновений между армией и сепаратистами погибло 11 человек, из них 6 военных. Одновременно была обезврежена бомба, заложенная напротив полицейского участка в Биаке[28].
- 15 апреля 2009 года: Нападение на полицейскую колонну в Тингинамбуте, погиб один полицейский. Индонезийские власти обвинили в организации нападения ДСП[28].
- Июль 2009 года: Активисты ДСП водрузили Флаг Западного Папуа в селе Джугум, после чего индонезийские военные спалили село[32].
- 11 июля 2009 года: В Папуа убит сотрудник компании Freeport-McMoRan Copper & Gold Inc[33].
- 12 августа 2009 года: Колонна из 16 автобусов, перевозивших сотрудников компании Freeport-McMoRan Copper, попала в засаду сепаратистов. Два человека погибли и 5 получили ранения[34].
- 16 декабря 2009 года: В ходе рейда индонезийской полиции в районе Тимике тяжело ранен лидер ДСП Келли Квалик. По дороге в больницу он скончался[35].

### 2010 год
- 24 января 2010 года: Автоколонна компании Freeport-McMoRan попала в засаду, девять человек получили ранения. ДСП не признало свою ответственность за организацию засады[36].
- 1 марта 2010 года: По данным Австралийской ассоциации выходцев из Западного Папуа в Сиднее, за период с июля 2009 по февраль 2010 года в районе карьера Грасберг произошло 14 столкновений сепаратистов с индонезийскими военными, в результате которых погибло 3 и получили ранения 13 человек[37].
- 23 марта 2010 года: Нападение повстанцев на индонезийский военный конвой, несколько солдат получили ранения[38].
- май 2010 года: Неизвестные убили 3 рабочих в районе одной из папуасских деревень. Индонезийские военные, подозревавшие ДСП в организации убийства, совершили акт возмездия, в результате которого было сожжено 3 дома, убито 2 человека и изнасилована 1 женщина[39].
- 17 мая 2010 года: Индонезийская армия атаковала базу ДСП, один сепаратист уничтожен[39].
- 21 мая 2010 года: Сепаратисты напали на индонезийских военных в районе Ямби. Жертв нет[39].
- 15 июня 2010 года: Во время патрулирования был застрелен сепаратистами офицер полиции. В распоряжение сепаратистов попали 8 единиц огнестрельного оружия[40].

### 2011 год
- 23 июня 2011 года: В Джаяпуре застрелен полицейский, власти обвинили в этом ДСП[41].
- Июль 2010 года: В ходе военной операции по захвату Бухтара Табуни индонезийскими военными сожжено 12 домов и две церкви, а также изнасилована одна женщина[42].
- 6 июля 2011 года: Трое индонезийских военных погибли во время столкновения с неизвестными в селе Каломе[43].
- 20 июля 2011 года: Индонезийский солдат попал в засаду и был убит в районе Пунчак-Джая[43].
- 31 июля 2011 года: В провинции Папуа сепаратисты, вооружённые ружьями, топорами и ножами, напали на автомобиль, убив одного военного и троих гражданских, а также ранив семерых. ДСП не признало свою ответственность за случившееся[44][45].
- 1 августа 2011 года: По данным полиции, боевики ДСП убили четырёх мирных жителей в округе Пониай[англ.][46].
- 2 августа 2011 года: В Тингинамбуте застрелен солдат, стоявший на посту. В городе Мули убиты один полицейский и один военный, ранен один военный[47].
- 3 августа 2011 года: Сепаратисты обстреляли военный вертолёт, перевозивший погибших военнослужащих[47].
- 22 октября 2011 года: В эфире телеканала Аль-Джазира были показаны кадры разгона правительственными силами собрания сепаратистов. Как минимум пять человек погибли[48][49].
- 2 декабря 2011 года: В Джаяпуре был найден мёртвым офицер полиции; ранее сообщалось, что он был убит неизвестными, вооружёнными луками и стрелами. Индонезийские власти возложили на ДСП ответственность за убийство[50].
- 5 декабря 2011 года: В округе Пунчак-Джая во время перестрелки с сепаратистами погибли двое полицейских[51].
- 12 декабря 2011 года: Полиция напала на штаб-квартиру одной из местных ячеек ДСП. Было убито 14 сепаратистов и конфисковано огнестрельное оружие, боеприпасы, ножи, боевое снаряжение, документы, а также флаги Западного Папуа[52].

### 2012 год — настоящее время
- 2012 год: Полиция Джаяпуры попыталась арестовать лидера Национального комитета Западного Папуа Мако Табуни. В результате перестрелки Мако Табуни был тяжело ранен, и вскоре скончался от последствий ранения[53].
- 22 февраля 2013 года: Сепаратистами сбит индонезийский военный вертолёт, перевозивший погибших военнослужащих. 3 члена экипажа погибло, 8 получило ранения[54].
- 7 апреля 2014 года: На пограничном мосту между Индонезией и Папуа — Новой Гвинеей произошла перестрелка с участием индонезийских военных и боевиков ДСП. После перестрелки мост был закрыт[55].
- 18 сентября 2014 года: Перестрелка между индонезийскими военными и группой из около 30 боевиков ДСП на аэродроме в округе Ленни-Джая[англ.]. Убит один боевик ДСП[56] .
- 13 октября 2014 года: В аэропорту Сентани был задержан член ДСП, у которого обнаружили большое количество незаконного оружия и боеприпасов[57].
- август 2019 года: Протесты студентов в ответ на инцидент в Сурабае, где группа папуасских студентов была арестована за якобы неуважение к флагу Индонезии.

## Отражение в кинематографе
В 2009 году британским режиссёром Домиником Брауном был снят документальный фильм Забытая райская птица (англ. Forgotten Bird of Paradise), посвящённый конфликту в Папуа.